# Картлос
Картлос (груз. ქართლოსი) је према предању легендарни оснивач данашње државе Грузије и праотац свих Грузина. Према легенди, Картлос је био један од седморице синова Тограмаха, унука најстаријег сина библијског пророка Ноје, Јафета од којег су после великог потопа настали сви европски народи (јафетити). Картлос је основао прву Грузијску државу Картли (антички извори је наводе као Кавкаска Иберија) која је постала срце будуће грузијске државе. Његов старији брат Хајк се сматра оснивачем јерменске нације.
Најстарије приче о њему налазе се у зборнику средњовековних грузијских списа Картлис цховреба (груз. ქართლის ცხოვრება). Поједини извори Картлоса сматрају искључиво делом грузијске митологије, док се према неким изворима ради о историјској личности.